# Електричний сом звичайний
Електричний сом звичайний (Malapterurus electricus) — вид сомоподібних риб з роду Електричний сом родини Електричні соми. Відомий з часів Давнього царства Стародавнього Єгипту. Присутній в повному імені фараона Нармера.

## Опис
Загальна довжина досягає 1,25 м при вазі 20 кг. Середня довжина складає 40 см. Голова широка, сплощена зверху, коротка. Морда закруглена. Очі маленькі, зір дуже поганий. Ніздрі широко розставлені. Рот переважно широкий. Зуби широкі, пласкі. Губи товсті. Є 3 пари вусів. Зяброві отвори вузькі, обмежені з боків. Тулуб подовжений і циліндричний, черево доволі велике й масивне. Кількість хребців становить 38-41. Енергогенеруючі м'язи розташовано безпосередньо під шкірою і приховані на плавцях і голові, по всьому тілу. Відсутній спинний плавець. Жировий плавець невеличкий, закруглений. Грудні плавці складаються з 8-9 м'яких променів, розташовано по середині тіла. Анальний плавець складається з 9-11 м'яких променів. Хвостовий плавець добре розвинено, з 9-10 м'якими променями.
Забарвлення сіре, вкрито чорними крапочками, які у 4-5 разів більше діаметру очей. Черево, груди і черевні плавці жовтувато-білого або червонуватого кольору, хвіст в основі темно-помаранчево-жовтого кольору з червоною облямівкою. На хвостовій частині присутні сіро-коричневі сідлоподібні плями.

## Спосіб життя
Є бентопелагічною рибою. Зустрічається в повільно-текучих і стоячих прісних водоймищах. Активний у присмерку, полює вночі. Живиться рибою, яку глушити електричним ударом у 300—400 В. Здатен виробляти понад 100 розрядів на секунду.
Дорослі особини утворюють пари. Під час розмноження самці стають територіальними. Нерест відбувається у порожнинах або заглибинах на дні завглибшки до 3 м. Вважається, що відкладену ікру самець тримає у роті до появи мальків.
Є об'єктом місцевого промислу, також використовується місцевими жителями в народній медицині (електротерапія) для лікування різних захворювань. Існує думка, що слиз, який виділяється ним, наділено антибактеріальними властивостями. Для людини становить деяку небезпеку.
Також тримається в акваріумах.
Тривалість життя становить до 10 років.

## Розповсюдження
Є одним з найбільш поширених видів електричних сомів. Зустрічається в Західній і Центральній Африці, зокрема в басейнах річок Ніл, Сенегал, Нігер, Сассандра, Бандама, озерах Вікторія, Чад, Туркана, Танганьїка. Відсутній в басейні річки Конго.